# Abtswind

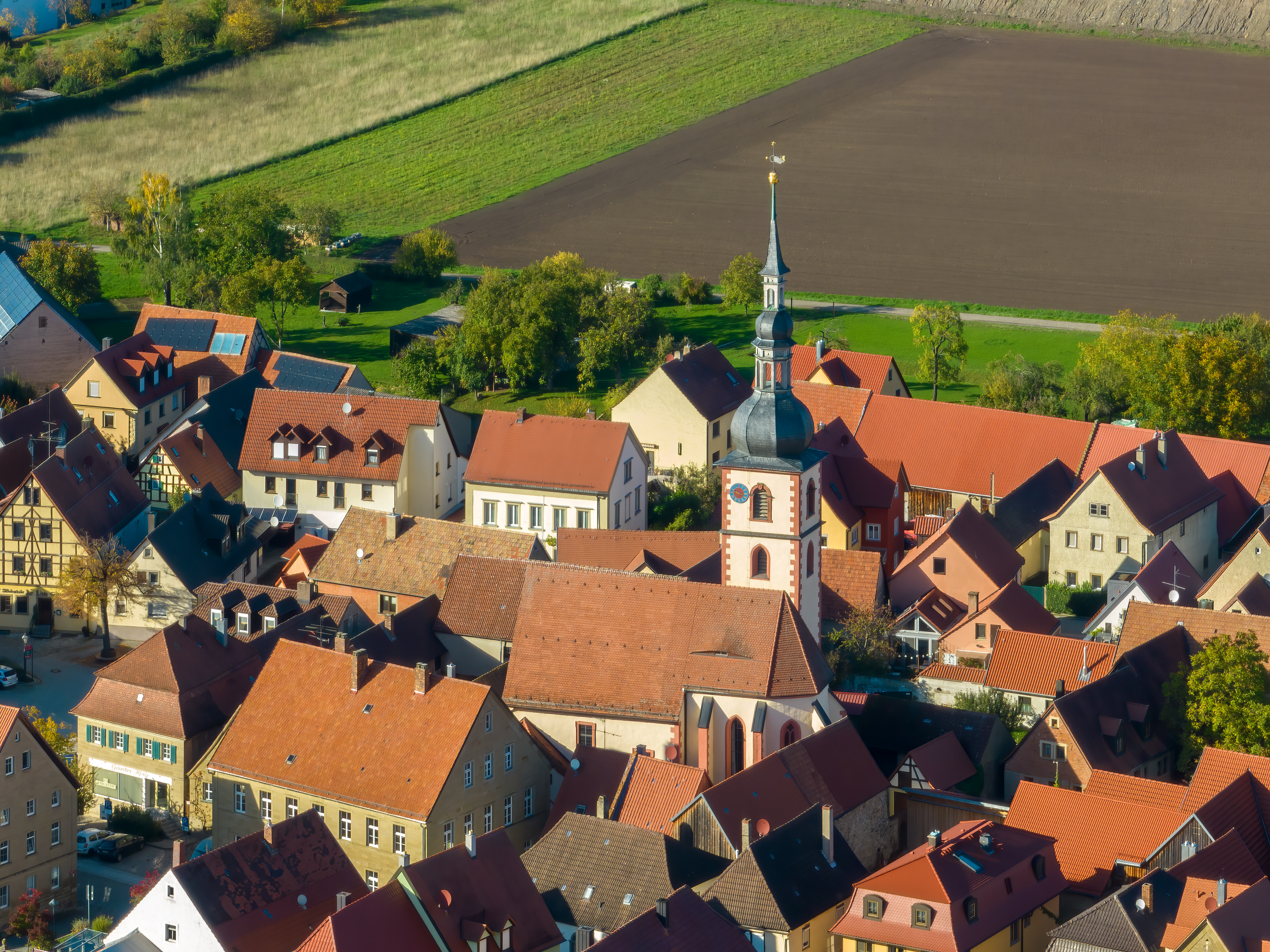
Luftbild

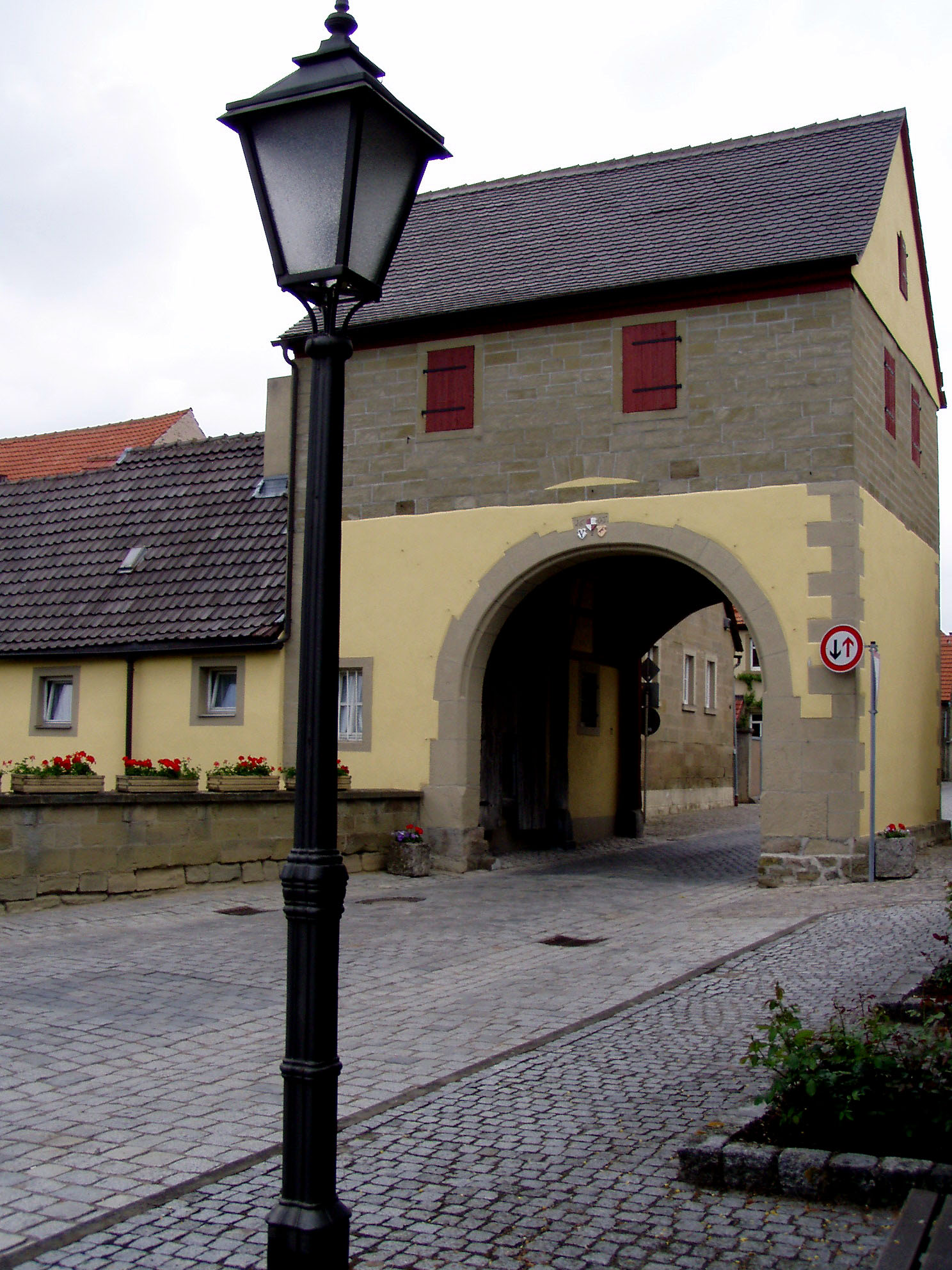
Straßentor von Abtswind

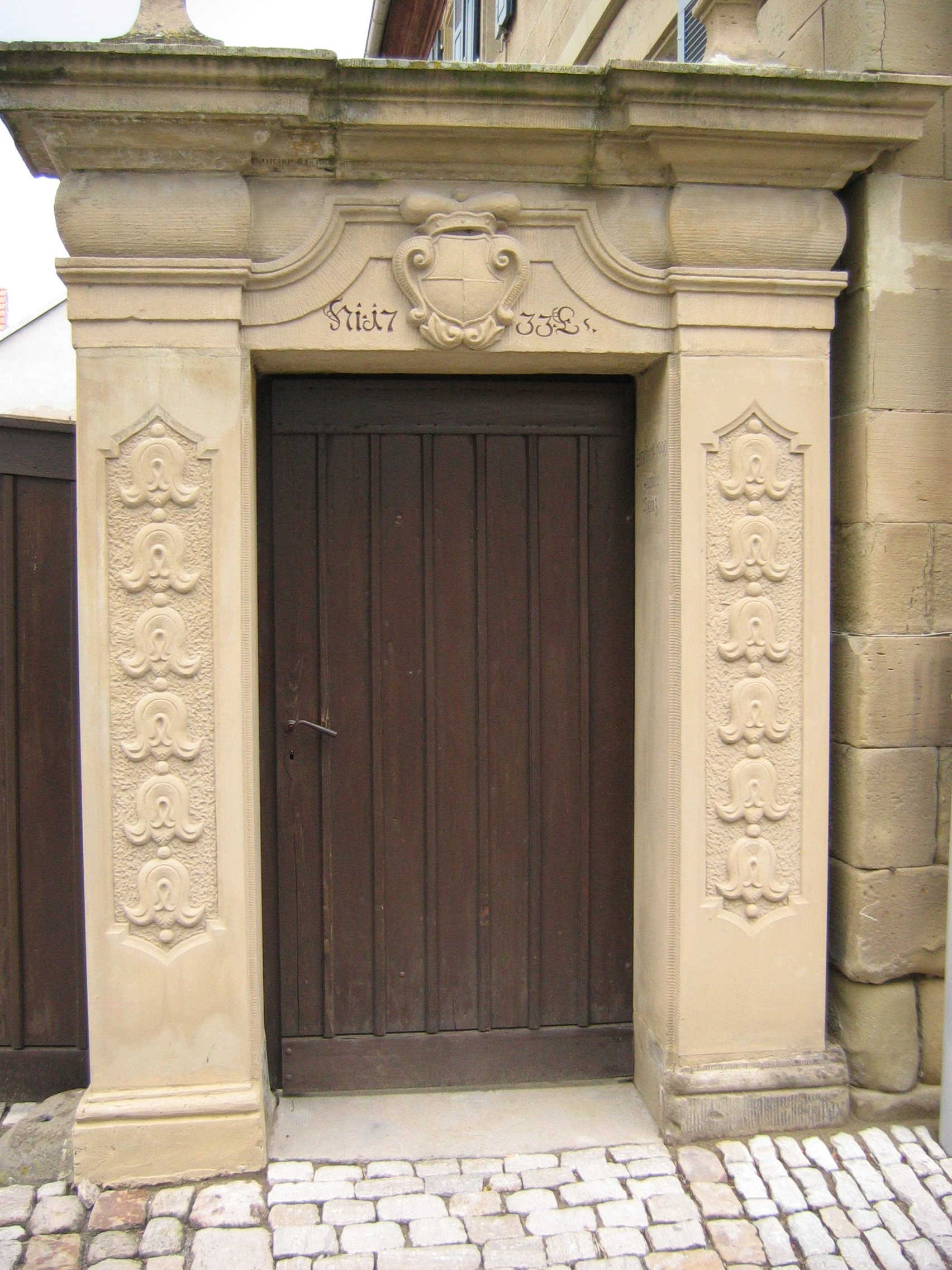
Barocker Hofzugang

Abtswind (mundartlich: Abschwinn) ist ein Markt mit rund 800 Einwohnern im unterfränkischen Landkreis Kitzingen und ein Mitglied der Verwaltungsgemeinschaft Wiesentheid. Der Ort befindet sich am Fuße des Friedrichsbergs im Westen des Naturparks Steigerwald.
Abtswind, das 783 erstmals urkundlich erwähnt wurde, bestand im frühen Mittelalter aus den beiden Orten Kleinabtswind und Großabtswind. Während Kleinabtswind im Dreißigjährigen Krieg zu einer Wüstung verkam, entwickelte sich der Hauptort weiter. Das Kloster Münsterschwarzach war bis ins 15. Jahrhundert der Ortsherr. Doch erwarben auch andere Herren Anteile des kleinen Ortes. Später erhielt Abtswind eine eigene Gerichtsbarkeit und wurde zum Freiflecken.
Abtswind ist durch seinen Weinbau und die alten Sandsteinhäuser im Ortskern geprägt.

## Geografie

### Lage
Der Ort liegt am Fuß des Friedrichsberges ca. 40 Kilometer südlich von Schweinfurt, ca. 16 Kilometer östlich von Kitzingen und etwa 50 Kilometer westlich von Bamberg. Die Universitätsstadt Würzburg ist 35 Kilometer entfernt. Am nördlichen Ortsrand fließt der Kantersbach, der in Rüdenhausen in den Schoßbach mündet.

### Gemeindegliederung
Es gibt zwei Gemeindeteile (in Klammern ist der Siedlungstyp angegeben):
- Abtswind (Hauptort)
- Friedrichsberg (Einöde)

Es gibt nur die Gemarkung Abtswind.

### Flächennutzung
48,1 % der Gemarkung werden landwirtschaftlich genutzt, 11 % sind Siedlungs- und Verkehrsflächen, 39,5 % Wald und 1 % Wasserflächen.

### Nachbargemeinden
Nachbargemeinden sind (von Norden beginnend im Uhrzeigersinn): Wiesentheid, Geiselwind, Castell und Rüdenhausen.

### Schutzgebiete
Das Dorf ist von mehreren Schutzgebieten umgeben. So ragt die Schutzzone des Naturparks Steigerwald als Landschaftsschutzgebiet in die Gemarkung von Abtswind. Die Berge östlich der bebauten Fläche sind Teil dieser Schutzzone. Innerhalb des Landschaftsschutzgebiets besteht außerdem der sogenannte Ortelsbruch unterhalb des Friedrichsberges. Aus den Steinen dieses Bruchs wurde die Würzburger Residenz und die barocke Münsterschwarzacher Klosterkirche gebaut. Daneben besteht mit einer alten Kastanie an der Kreisstraße KT 15 in Richtung Rehweiler ein Naturdenkmal in Abtswind.

## Geschichte

### Namensherkunft und Frühes Mittelalter
Bereits in der Karolingerzeit tauchte der Name „Abbatissaewinden“ (später Abtswinden, Abtswind) auf. Die Bedeutung des Namens zu den Wenden des Abtes auf geht wohl auf den Abt des Benediktinerklosters Megingaudeshausen bei Ullstadt, das 877 aufgehoben und nach Kloster Münsterschwarzach verlegt wurde, zurück. Der Namensbestandteil -wind bezieht sich, ähnlich wie in anderen Orten der Umgebung (Geiselwind, Bischwind etc.) auf das westslawische Volk der Wenden. Die sich dem Frankenreich Karls des Großen widersetzenden Sachsen und Wenden wurden umgesiedelt, um sie aus ihrem ursprünglichen Stammesverband zu lösen. Wenden wurden an bestimmten Orten angesiedelt und unter die Herrschaft lokaler Autoritäten gestellt (eines Abtes: Abtswind, eines Bischofs: Bischwind).
Die erste Siedlung von Abtswind, Kleinabtswind, lag am Eichsee, an der Straße von Abtswind nach Wiesentheid. Dort soll um 680 der Frankenapostel Kilian gepredigt und getauft haben. Später befand sich dort eine Kapelle. Dieser Ortsteil gehörte bis 1364 zur Herrschaft der Grafen von Castell. In der zweiten Hälfte des 14. Jahrhunderts entstand das heutige Abtswind, das dem Kloster Münsterschwarzach unterstand. Kleinabtswind wurde im Dreißigjährigen Krieg aufgegeben. Bei Straßenbauarbeiten um 1830 fand man eine Vielzahl von Totengebeinen, die auf das ehemalige Kleinabtswind hinweisen.

### Spätmittelalter
Das Kloster Münsterschwarzach war vermutlich der Gründer des heutigen Abtswind und bis 1536 Lehensherr über einen Großteil des Ortes. Daneben hatten dort das Kloster Ebrach, die Grafen von Castell und die Adelslinie Fuchs von Dornheim Besitzungen. Bis ins späte Mittelalter gab es im Ort drei Schultheißen, die den drei Herrschaften Castell, Ebrach und Fuchs unterstanden.

### Frühe Neuzeit
Unter dem Einfluss der Grafen von Castell wurde Abtswind 1559 protestantisch.
Das Dorfgericht unterstand in dieser Zeit der Hoheit des Klosters Ebrach. Es wurde von fünf Bauern ausgeübt, deren Häuser mit Wappen gekennzeichnet waren. Neben der Verbannung von Verbrechern aus dem Dorf wurden Vergehen auch mit dem Tod am Galgen bestraft.
Zwischen Abtswind und Rüdenhausen fanden 1617 mehrere Hexenverbrennungen statt, denen 13 Personen, zwei Männer und elf Frauen, zum Opfer fielen. Insgesamt waren damals 91 Personen angeklagt. Da durch Abtswind eine Heerstraße vom Steigerwald in das Maintal führte, verfügte der Ort über wehrhafte Verteidigungsanlagen mit Wassergraben, massiven Mauern und Türmen sowie einen befestigten Kirchhof. Die Gaden der Kirchenburg sind teilweise noch erhalten.
Obwohl es zu keinen direkten Kampfhandlungen kam, litt Abtswind während des Dreißigjährigen Krieges unter Einquartierungen, Plünderungen, Brandstiftung und Gewalttaten. Hatte das Dorf 1618 etwa 1200 Einwohner, waren es 1648 nur noch 15. Insbesondere die Pest, die 1628 mit den fremden Soldaten ins Dorf kam, war für den Niedergang verantwortlich.
Nach der Säkularisation des Klosters im Jahr 1803 sowie der Mediatisierung der Grafen (1806) zugunsten Bayerns wurde der Ort 1810 an das Großherzogtum Würzburg des Erzherzogs Ferdinand von Toskana abgetreten, bevor er mit dem Pariser Vertrag 1814 zum Königreich Bayern gelangte.

### Seit 1815
Im Jahre 1880 wurde in der Ortsmitte das Schulhaus gebaut, in dem sich bis 2020 der Kindergarten befand. Dieser zog in einen Neubau am Ortseingang von Rüdenhausen kommend um. Seit 1479 ist das Schulwesen in Abtswind nachweisbar. Im Jahre 1923 wurde eine erste Wasserversorgung für den Ortskern fertiggestellt. Im Jahre 1948 erfolgte die Kanalisierung des restlichen Ortes sowie die Errichtung einer Kläranlage.
Während des Zweiten Weltkrieges kam es zu keinen direkten Sachschäden. Zwei Bomben, die im Februar 1944 an der Straße nach Untersambach als Notabwurf gefallen waren, richteten keinen Schaden an. Als einziges ziviles Opfer war ein dreijähriges Kind zu beklagen, das bei einem Tieffliegerangriff von einem Querschläger getötet wurde.
Zu Beginn des Krieges kamen Evakuierte aus der Pfalz nach Abtswind, die nach dem Frankreichfeldzug wieder zurückkehrten. Im Jahre 1942 übersiedelten Frauen und Kinder aus den zerstörten Städten des Ruhrgebietes. Ab Februar 1945 kamen Ausgebombte aus Kitzingen, Schweinfurt und Würzburg in Abtswind unter. Hinzu kam nach dem Krieg eine Vielzahl von Vertriebenen und Flüchtlingen und ließ die Einwohnerzahlen rapide steigen. Bis zum Eintreffen der amerikanischen Truppen im März 1945 hielt sich der NS-Kreisleiter Heer mit seiner Familie in Abtswind auf.
Von 1948 bis 1950 wurden viele baufällige Häuser abgerissen, um unter anderem die Wohnungsnot zu beheben und den Dorfplatz zu erweitern. Im Jahre 1976 wurde das Haus des Gastes eingeweiht. Im Zuge der Gemeindereform wurde am 25. März 1975 Abtswind Mitglied der Verwaltungsgemeinschaft Wiesentheid.

### Einwohnerentwicklung
- 1840: 861 Einwohner
- 1961: 693 Einwohner
- 1970: 681 Einwohner
- 1987: 681 Einwohner
- 1991: 727 Einwohner
- 1995: 781 Einwohner
- 2000: 783 Einwohner
- 2005: 798 Einwohner
- 2010: 807 Einwohner
- 2015: 851 Einwohner
- 2019: 841 Einwohner
- 2020: 837 Einwohner

Im Zeitraum 1988 bis 2018 stieg die Einwohnerzahl von 687 auf 862 um 175 Einwohner bzw. um 25,5 %.

## Politik

### Bürgermeister
Bürgermeister ist Jürgen Schulz (Bürgerblock). Er wurde am 1. Mai 2014 Nachfolger von Klaus Lenz (Bürgerblock) und am 15. März 2020 mit 87,6 % der Stimmen wieder gewählt.

### Marktgemeinderat
Die Kommunalwahlen 2002, 2008, 2014 und 2020 führten zu den folgenden Sitzverteilungen im Marktgemeinderat:
|             | 2002 | 2008 | 2014 | 2020 |
| ----------- | ---- | ---- | ---- | ---- |
| Bürgerblock | 8    | 8    | 8    | 8    |
| Gesamt      | 8    | 8    | 8    | 8    |

### Steuereinnahmen
Die Gemeindesteuereinnahmen betrugen im Jahr 2014 1,2 Millionen Euro, davon waren (netto) ca. 600.000 Euro Gewerbesteuereinnahmen.

### Wappen
| | Blasonierung: „In Gold ein schwarzer Abtstab, unten überdeckt mit einem springenden roten Fuchs.“ |
| Wappenbegründung: Es wird angenommen, dass die Gründung der Siedlung Abtswind durch das Kloster Münsterschwarzach erfolgte, das bis 1536 die Lehensherrschaft über den größten Teil des Ortsgebiets ausübte. Es ist seit 1281 als Herrschaftsinhaber belegt. Im Wappen steht dafür redend der Abtstab. Auch das Kloster Ebrach, die Grafen von Castell, Fuchs von Dornheim und andere hatten im Gemeindegebiet Güter. Im 16. Jahrhundert war der Einfluss der Familie Fuchs von Dornheim am umfangreichsten. Redend steht für den Familiennamen der Fuchs aus ihrem Wappen. Das Wappen wurde vom Innenministerium am 10. August 1966 verliehen. |                                                                                                   |

## Kultur und Sehenswürdigkeiten

### Bauwerke

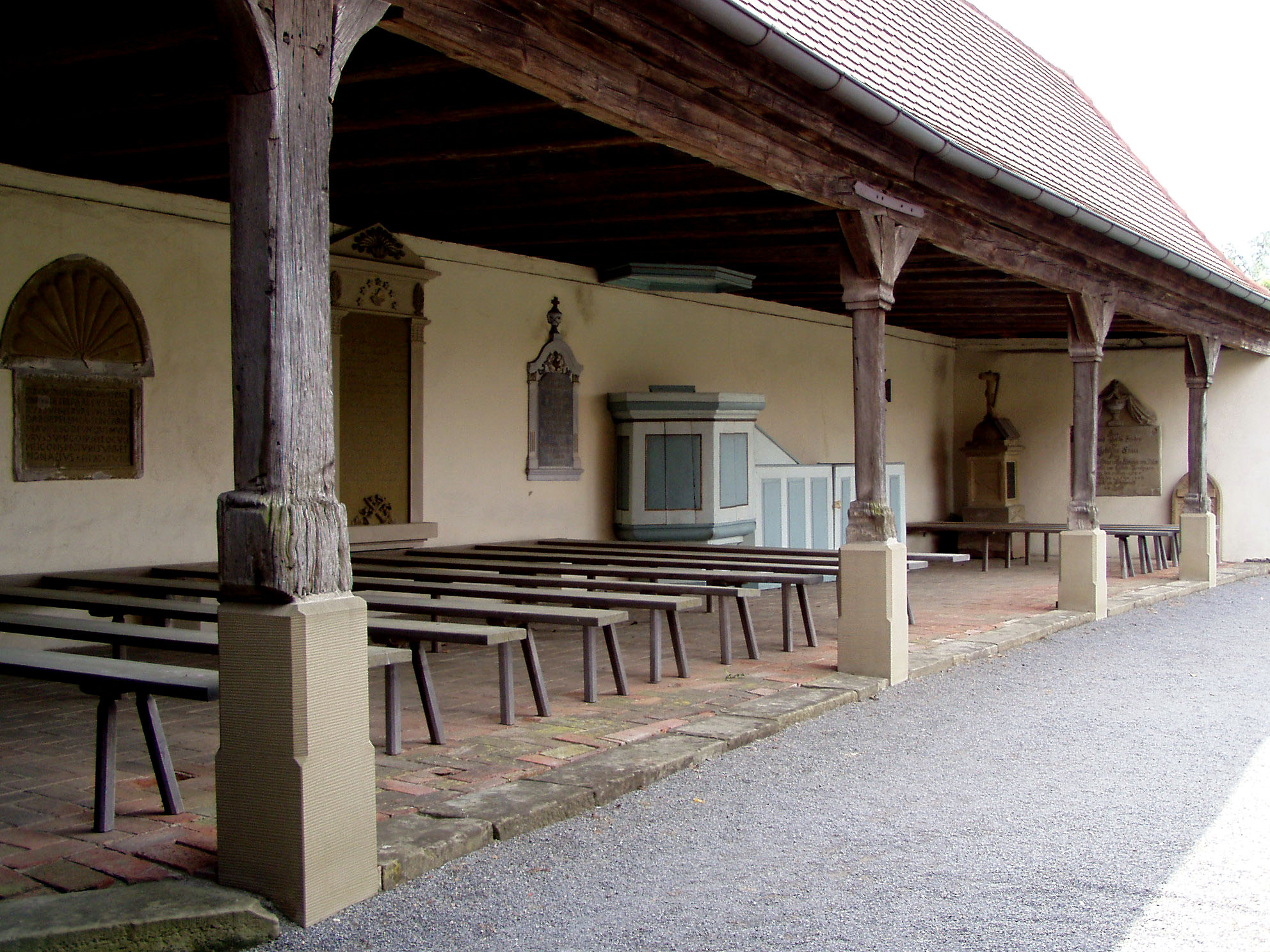
Abtswinder Friedhofarkaden mit Holz-Friedhofkanzel

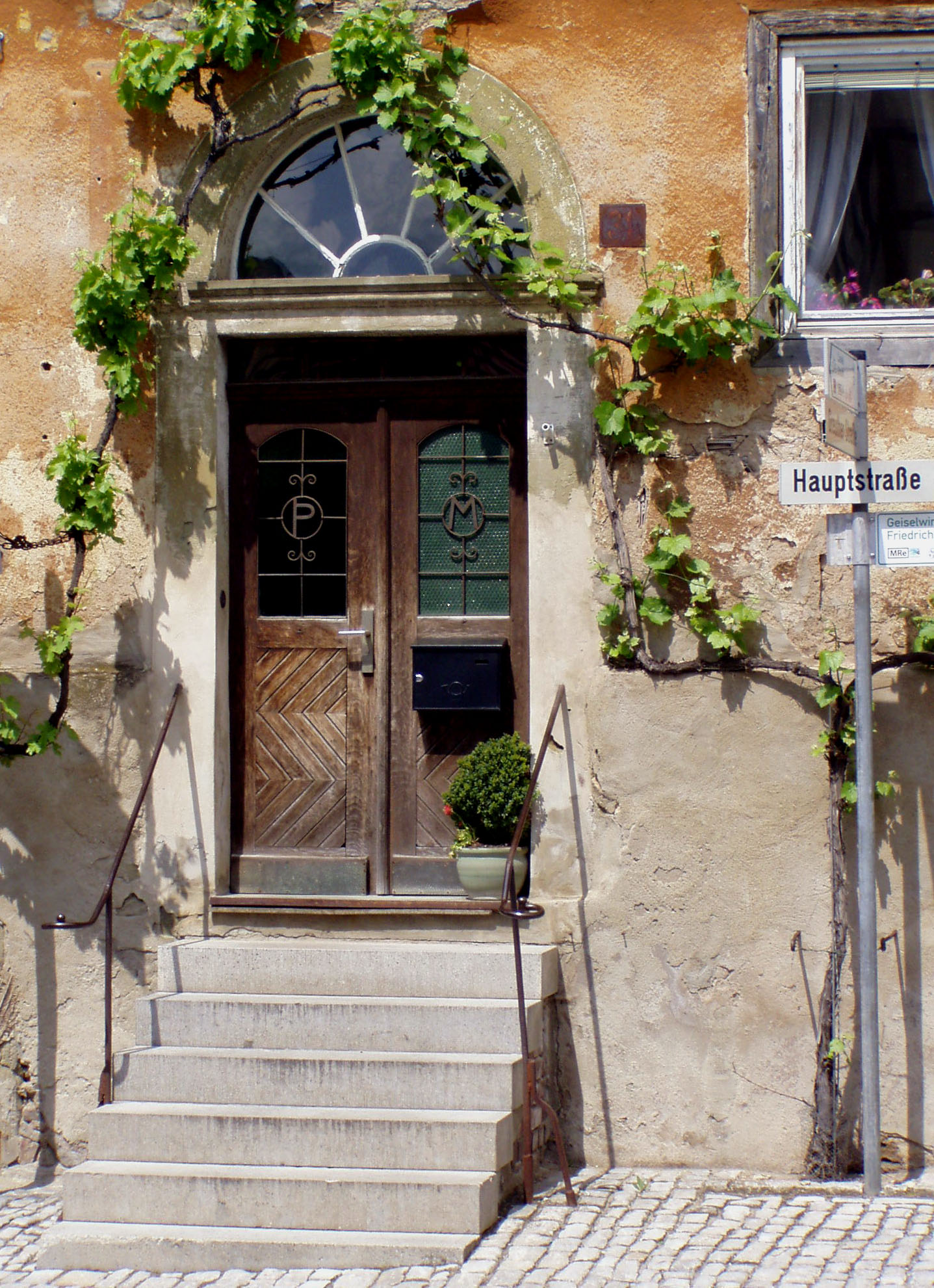
Hauseingang im Ortskern von Abtswind

- Ortskern entlang der Hauptstraße mit prachtvollen Sandsteinhäusern, darunter der Gasthof Zur Schwane
- Kirchenburg mit evangelischer Pfarrkirche St. Marien
- Friedhof mit Predigtkanzel unter den Arkaden. Dieses Bauwerk entstand, als der Platz um die Kirche zu klein wurde. Deshalb verlegte man es an den Rand des Ortes.

### Sehenswürdigkeiten in der Natur
- Ältester Weinlehrpfad Bayerns
- Frankenblick im Weinberg. Ausblick bei gutem Wetter bis in die Rhön

### Sport
- Freibad, Babybecken mit großen Rasenflächen, Spielplatz und Beach-Volleyball-Feld
- In Abtswind ist der TSV Abtswind beheimatet, der über die Abteilungen Fußball, Korbball, Gymnastik und Tanz verfügt. Die Herren-Fußballmannschaft, die ihre Heimspiele in der Kräuter-Mix-Arena austrägt, spielt in der fünftklassigen Liga Bayern Nord.

### Regelmäßige Veranstaltungen
- Abtswinder Weinfest an allen Samstagen im Oktober im beheizten Festzelt
- Weihnachtsmarkt mit kunstgewerblichen Ständen und Krippenspiel am zweiten Advent
- festlicher Tanzball am zweiten Samstag im neuen Jahr: Chrysanthemen-Ball

### Sagen und Erzählungen

#### Der Fuchs Gorad
In Abtswind lebte ein Mann namens Gorad. Wenn er gereizt wurde, schimpfte er und sagte: „Hol mi der wille Fuchs!“ (mainfränkisch: Hol mich der wilde Fuchs). Nachdem er verstorben war, wurde er wegen des häufigen Fluchens wirklich in einen Fuchs verwandelt. Viele Geschichten ranken sich um sein Auftauchen bei Arbeiten auf den Feldern oder beim Durchqueren der Wälder. Nie jedoch tat der Fuchs Gorad jemanden etwas zuleide.
Eine Begebenheit spielte sich an der Landstraße nach Wiesentheid ab. Die Kirchenglocken läuteten gerade zu Mittag, als eine Frau aus Wiesentheid zurückkehrte und dem Fuchs begegnete. Sie fragte: „Gorad, was tust denn du da?“ Der Fuchs stellte sich auf seine Hinterläufe und antwortete: „Hätte es nicht zwölf Uhr geschlagen, hätte ich dir den Kopf umgedreht!“ Voller Furcht kehrte die Frau nach Hause zurück.

#### Der Pöpelsbaum
Zwischen Abtswind und dem nahen Rüdenhausen stand vor langer Zeit ein einzelner, großer Birnbaum. Zwei Männer gingen in einer Vollmondnacht von Rüdenhausen aus an dem Baum vorbei. Es war bereits kurz nach Mitternacht, als sie den Baum erreichten. Der eine rief dem anderen zu: „Schau, was ist denn dort an dem Birnbaum?“ Darauf antwortete der andere Mann: „Das ist eine Hexe, die auf einer weißen Ziege reitet.“ Beide rannten schnell nach Hause. Der Baum wurde fortan Pöpelsbaum genannt.

#### Der Drudenstein
Eine weitere Begebenheit wird in das Wäldchen zwischen Abtswind und Rüdenhausen verortet. Eine breite Feldsteinplatte wurde lange Zeit „Der Drudenstein“ genannt. Am Drudenstein wurden die vermeintlichen Hexen von Abtswind verbrannt.
Eines Tages brachte ein Besenbinder seinen Vorrat an Reisigbesen nach Kitzingen. Auf dem Rückweg, es war bereits Nacht geworden, wollte er sich am Wäldchen etwas ausruhen. Plötzlich entdeckte er ein Licht an der Stelle des Drudensteins. Er schlich sich an die Stelle an und sah ein kleines Feuer brennen, um das mehrere Frauen und Männer in seltsamen Kleidern saßen. Langsam wollte er zu seinem Karren zurückschleichen, als eine Frau das Kind auf ihrem Schoss in das Feuer schleuderte.
Starr vor Schreck betrachtete der Besenbinder das Schauspiel. Nun tanzten alle Personen um das Feuer und sangen. Einer der Männer, in ein rotes Wams gekleidet, wollte gerade eine Frau vor ihm ebenfalls in das Feuer stoßen, als er plötzlich innehielt. Er drehte sich zu der Hecke um, hinter der der Besenbinder versteckt war, und sagte: „Es ist einer zuviel!“ Die Tanzenden schritten in Richtung der Hecke, da schlug die Uhr am nahen Kirchturm Mitternacht. Augenblicklich verschwanden die Tanzenden.

#### Das Steinkreuz am Friedhof
An einem Abend im Winter fuhr ein Abtswinder Bauer mit seiner Kutsche am örtlichen Friedhof vorbei. Ein Käuzchen, das auf einem Ast in einem nahen Baum saß, rief und der Bauer holte mit seiner Peitsche aus, um nach dem Vogel zu schlagen. Er verfehlte aber das Tier und die Peitsche verwickelte sich in den Speichen des rollenden Wagenrades. Der Bauer versuchte die Schnur zu lösen, stürzte aber unter seinen Wagen und wurde getötet. Zur Erinnerung wurde neben dem Friedhof ein Steinkreuz gesetzt.

#### Der Pestvogel
Ähnlich wie in Kleinlangheim existiert auch in Abtswind eine Sage über einen sogenannten Pestvogel. Während des Dreißigjährigen Krieges hatte das Dorf sehr unter den durchziehenden Soldaten zu leiden. Durch sie wurde auch die Pest in den Ort gebracht und dezimierte die Bevölkerung sehr stark. Die Verbliebenen trafen sich einmal täglich am Dorfbrunnen und zählten durch, wer noch übrig war. Ein Vogel auf einem Baum zwitscherte aber: „Wenn ihr Bibernell esst, werdet ihr nicht sterben!“

## Wirtschaft und Infrastruktur

### Wirtschaft einschließlich Land- und Forstwirtschaft
Es gab 1998 im Bereich der Land- und Forstwirtschaft zehn, im produzierenden Gewerbe 74 und im Bereich Handel und Verkehr 293 Beschäftigte am Arbeitsort. In sonstigen Wirtschaftsbereichen waren am Arbeitsort 31 Personen beschäftigt. Beschäftigte am Wohnort wurden insgesamt 298 gezählt. Im verarbeitenden Gewerbe einschließlich Bergbau und Gewinnung von Steinen und Erden existierten drei Betriebe. Im Jahr 1999 bestanden 39 landwirtschaftliche Betriebe mit einer landwirtschaftlich genutzten Fläche von 557 Hektar. Davon waren 456 Hektar Ackerfläche und 54 Hektar Dauergrünfläche. Des Weiteren existiert in Abtswind eine Zweigstelle der Raiffeisenbank Volkacher Mainschleife - Wiesentheid. Weiterhin sind die Firmen Kräuter Mix GmbH und Abtswinder Naturheilmittel dort ansässig.

### Weinbau

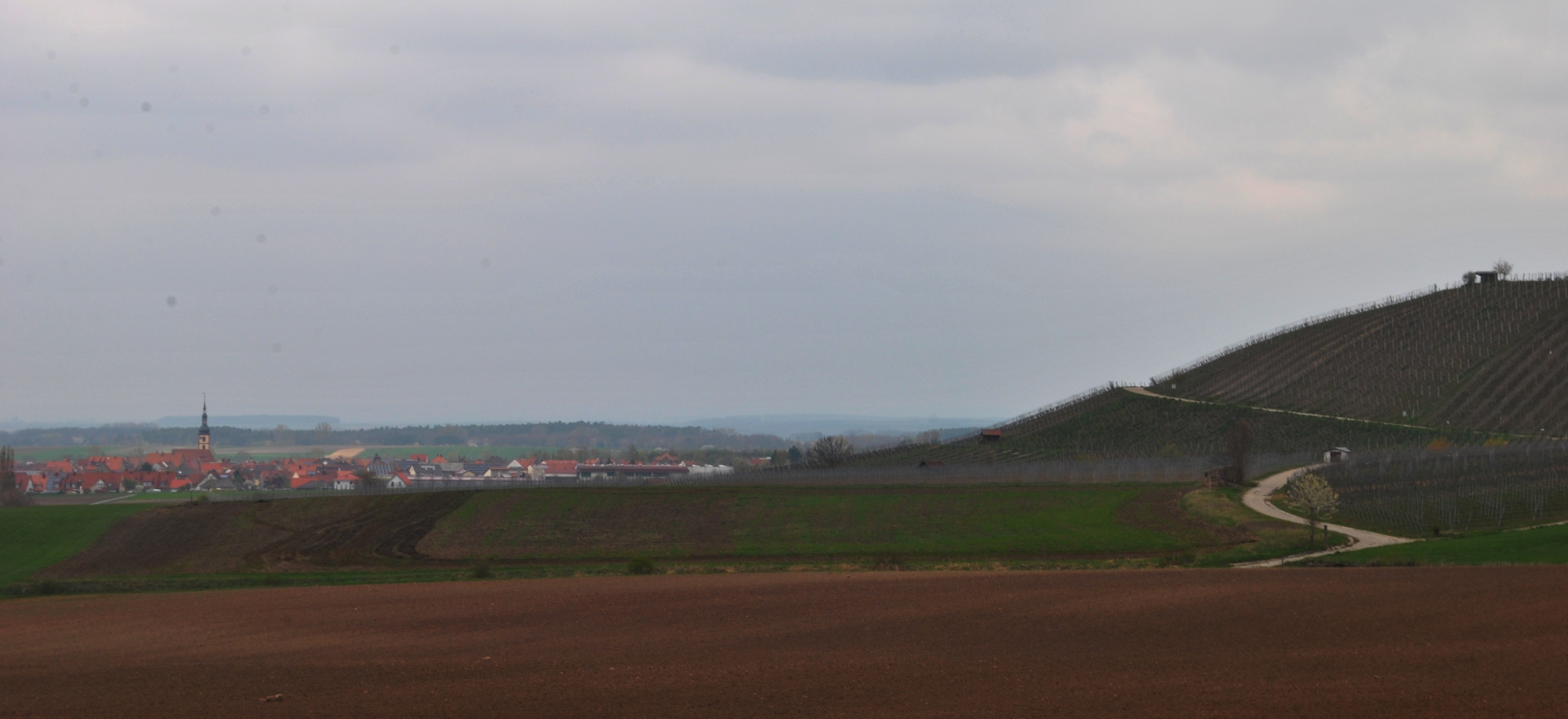
Die Weinberge in der Nähe des Dorfes

Abtswind ist heute ein bedeutender Weinbauort im Anbaugebiet Franken. Eine Weinlage existiert um das Dorf, der Wein wird seit den 1970er Jahren unter dem Namen Abtswinder Altenberg vermarktet. Daneben ist der Ort namensgebende Leitgemeinde für die Großlage Abtswinder Schild. Abtswind ist Teil des Bereichs Schwanberger Land, bis 2017 waren die Winzer im Bereich Steigerwald zusammengefasst. Die Keuperböden um Abtswind eignen sich ebenso für den Anbau von Wein wie die Lage in der Maingauklimazone, die zu den wärmsten Deutschlands gehört.
Bereits seit dem Frühmittelalter betreiben die Menschen um Abtswind Weinbau. Die fränkischen Siedler brachten wohl im 7. Jahrhundert die Rebe mit an den Main. Auf die lange Weinbautradition verweist auch der Lagenname Altenberg. Im Mittelalter gehörte die Region zum größten zusammenhängenden Weinbaugebiet im Heiligen Römischen Reich. Die Menschen betrieben zumeist Nebenerwerbsweinbau zur Selbstversorgung, gleichzeitig bildeten sich bereits Exportzentren insbesondere entlang des Maines heraus. Abtswind stieg auch zum Markt auf, um seinen Wein zentraler vermarkten zu können.
Der Weinbau erlebte nach der Säkularisation zu Beginn des 19. Jahrhunderts jedoch einen umfassenden Niedergang. Vor allem klimatisch weniger begünstige Lagen gab man vollständig auf. Zusätzlich erschwerte das Aufkommen von Schädlingen wie der Reblaus den Anbau. Konsolidieren konnte sich die Weinbauregion Franken erst wieder in der zweiten Hälfte des 20. Jahrhunderts. Der Einsatz von Düngern und verbesserte Anbaumethoden hatten dazu ebenso beigetragen wie die Organisation in Genossenschaften und die Flurbereinigung der 1970er Jahre.
Heute ist der Weinbau in Abtswind ein wichtiger Wirtschaftsfaktor. Mehrere kleine, selbstvermarktende Weingüter bestehen im Ort, daneben haben sich einige Winzer der Gebietswinzergenossenschaft angeschlossen. Bereits 1971 weihte man den ersten Weinlehrpfad Bayerns im Südosten des Dorfes ein, der über die Herstellung des Weines und die angebauten Sorten informiert. Wissenswertes vermittelt auch die Vinothek im Dorf. Mittelpunkt der Weinkultur in Abtswind ist das Weinfest, das jährlich an den Oktoberwochenenden stattfindet.
| Weinlage  | Größe 1993 | Himmelsrichtung               | Hangneigung | Hauptrebsorten           | Großlage          |
| --------- | ---------- | ----------------------------- | ----------- | ------------------------ | ----------------- |
| Altenberg | 30 ha      | Südwesten, Westen, Nordwesten | 15–50 %     | Müller-Thurgau, Silvaner | Abtswinder Schild |

### Bildung und öffentliche Einrichtungen
Es gibt folgende Einrichtungen (Stand: 1999):
- Kindergärten: 40 Kindergartenplätze mit 42 Kindern
- größtes privates Kräutermuseum der Welt
- Marktarchiv Abtswind, Kommunalarchiv mit einem großen Bestand zur Geschichte des Ortes, extern in den Räumlichkeiten des Rathauses in Wiesentheid aufbewahrt

## Persönlichkeiten

### Ehrenbürger
- Paul von Hindenburg
- Walter Mix
- Karl Behringer
- Georg Eckoff
- Else Kniewasser (7. Juli 2008)
- Hans-Heinz Kopp (30. September 2008)
- Robert Wendel (21. August 2013)
- Christoph Mix (11. Oktober 2019)
- Klaus Lenz (18. Mai 2024)
- Ursula Zehnder (1. Januar 2025)

### Söhne und Töchter des Ortes
- Heinrich Hornschuch (1838–1912), Unternehmer
- Caspar Finkenberger (1857–), Bildhauer, Professor[21]
- Ernst Loesch (1860–1946), Maler und Schriftsteller
- Steffen Mix (1989–2017), Fußballschiedsrichter